# Cempoala
Cempoala (náhuatl Cēmpoalātl, 'veinte aguas') es un sitio arqueológico mesoamericano ubicado en el municipio de Úrsulo Galván en el estado de Veracruz, México. La palabra Cēmpoalli proviene de las raíces nahuas Cēmpoal-, que significa "veinte", y ā(tl), que significa "agua", "veinte aguas", tal vez porque dicha ciudad contaba con una gran cantidad de canales de riego y acueductos que proporcionaban el vital líquido a los numerosos jardines y campos de labranza circundantes. El lugar fue habitado principalmente por totonacas, chinantecas y zapotecas.
Otra versión considera que probablemente es en alusión a las actividades comerciales que, según algunas fuentes, se llevaban a cabo cada 20 días en este lugar en la época prehispánica. Fue uno de los asentamientos totonacos más importantes durante el periodo posclásico mesoamericano. Otra versión sugiere que el nombre significa “abundancia de agua”.
De acuerdo con algunas fuentes, la ciudad fue originalmente poblada, al menos, 1 500 años antes de la llegada de los españoles y existen indicios de influencia olmeca. Aunque no se sabe mucho de los periodos Preclásico y Clásico, la ciudad preclásica fue construida sobre montículos para protegerla de inundaciones.
Los totonacas llegaron a esta área durante el apogeo del imperio tolteca y fueron forzados a emigrar de sus poblaciones en las laderas del este de la Sierra Madre Oriental. Los totonacas gobernaron el área de Totonacapan, junto con Zacatlán, distrito de Puebla, con una población combinada estimada de aproximadamente en 250 000 y alrededor de 50 pueblos.
Cempoala era la capital totonaca, fue ocupada por totonacas, por chinantecas y zapotecas, también fue la ciudad más grande en el Golfo de México. En su apogeo, tuvo una población de entre 25 000 y 30 000 personas, y fue uno de los asentamientos totonacas más importantes durante el periodo Posclásico. Se ubica a un kilómetro de la orilla del río Actopan y a seis kilómetros de la costa.

## Historia
Los totonacas llegaron a este lugar durante el apogeo del imperio tolteca (1000-1150 AD). Los arqueólogos creen que los toltecas habían sacado a los totonacas de sus asentamientos en las laderas orientales de la Sierra Madre Oriental y hacia la costa.
Cempoala se encuentra en una llanura costera plana a unos seis kilómetros desde el Golfo de México y un poco más de un kilómetro desde la orilla del río Actopan.

### Alianza
A mediados del siglo XV, Cempoala y muchos otros centros costeros de Veracruz fueron atacados y derrotados por el ejército mexica de Moctezuma I. Ellos impusieron un elevado tributo de bienes y de víctimas para sacrificio que los obligaba a enviar cientos de niños cada año como tributo para ser usados como esclavos. Este tratamiento, a manos de los mexicas, fue aprovechado por Hernán Cortés en el siglo XVI para derrotar a los mexicas.
Cuando Cortés y sus fuerzas llegaron a la costa de Veracruz en 1519, los totonacas habían estado sufriendo durante varios años la dominación azteca. Cuando los españoles marcharon hacia el norte desde su primer campamento afectado por malaria en San Juan de Ulúa, supieron de una ciudad en el camino con nombre Cempoala. Cortés envió un mensaje de su inminente llegada y se encontraron en las afueras de la ciudad con 20 dignatarios de Cempoala.
En el centro de la ciudad, se reunieron con el "jefe Gordo, Xicomecóatl", que los alimentó y les proveyó de habitaciones. Después de que el totonaca dio numerosos regalos a Hernán Cortés, entre ellos joyas de oro, Cortés preguntó cómo podría devolver esta hospitalidad. Se dice que Xicomecóatl dio un profundo suspiro y contó muchas quejas amargas contra el gran Moctezuma.
Cortés prometió considerar el asunto y al día siguiente partió hacia Quiahuiztlan, donde los españoles y totonacas forjaron su trascendental alianza contra los aztecas. Los totonacos estaban comprometidos a partir de entonces a la misma suerte que los españoles. En agosto de 1519, Cortés y sus hombres partieron para la capital azteca de México-Tenochtitlan. Durante los siguientes meses, ganaron una victoria tras otra a través de alianzas y fuerza. Finalmente terminaron en el corazón de México-Tenochtitlan y tomaron a Moctezuma II, el emperador azteca, como su rehén.

### Después de 1519

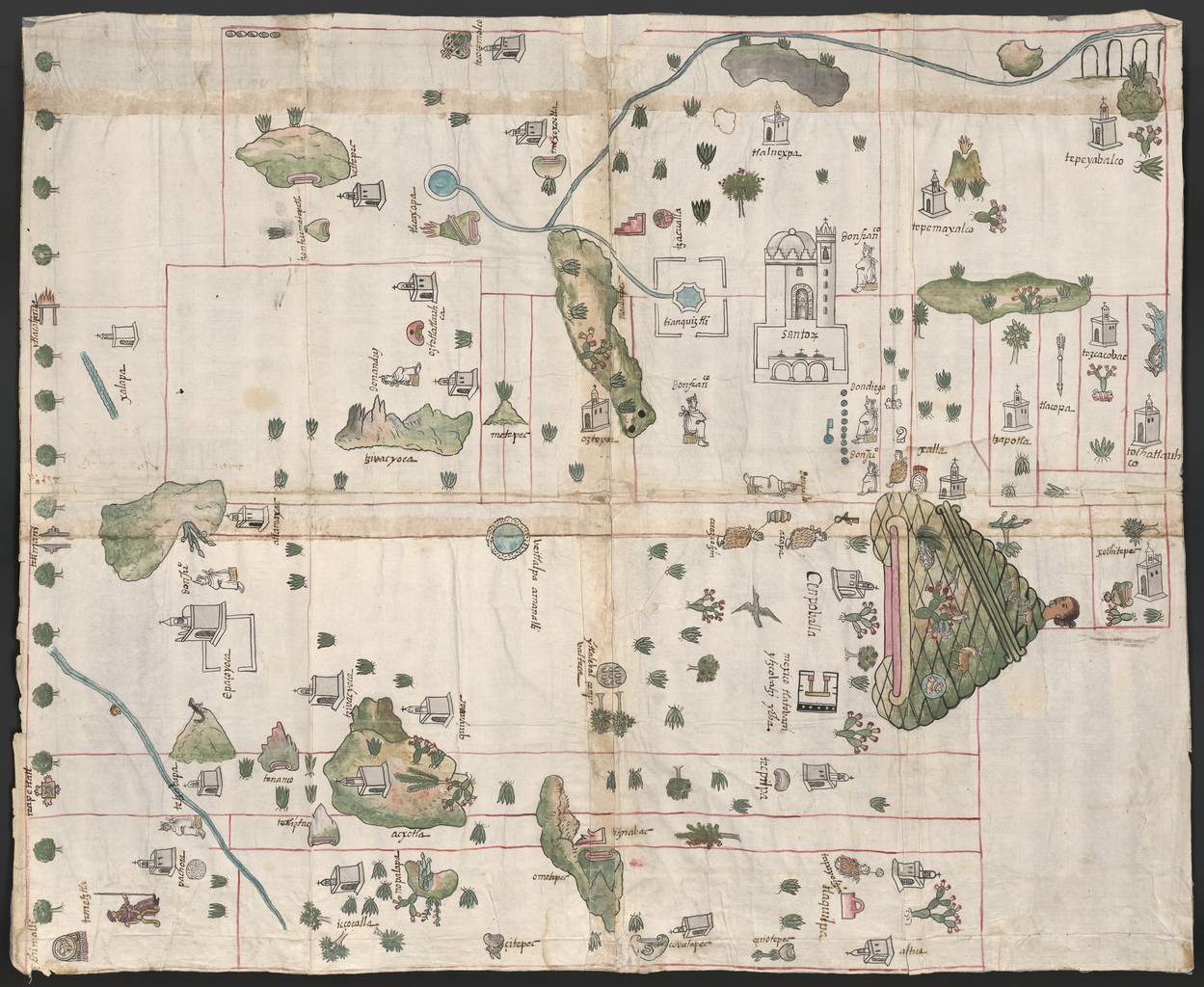
Mapa de Cempoala, parte de la colección Relaciones Geográficas y forma parte de la Colección Latinoamericana Benson de la Universidad de Texas en Austin, fechado el 1 de noviembre de 1580, con glosas en náhuatl

Cempoala fue una próspera ciudad hasta 1519, año en que los conquistadores españoles llegaron a México y establecieron alianzas con sus pobladores para marchar hacia la toma de Tenochtitlan. Para entonces, la ciudad de Cempoala contaba con aproximadamente veinte mil habitantes y era el centro ceremonial y comercial más importante de todo el imperio azteca, por encima de Tlatelolco. Los españoles la llamaron en un principio Villaviciosa, que significa "villa fértil", por la gran cantidad de fiestas y enormes huertos y jardines con que contaban y el carácter festivo y alegre de sus habitantes; posteriormente fue conocida como Nueva Sevilla por su semejanza, a decir de los propios españoles, con aquella ciudad ibérica. 
Entre 1575 y 1577 una epidemia de viruela (matlazahuatl) diezmó la población; se estima que dos millones de personas perdieron la vida en Mesoamérica. Cempoala fue totalmente abandonada y los pocos sobrevivientes, trasladados a la ciudad de Xalapa. Con el tiempo, cayó en el olvido, hasta que el arqueólogo Francisco del Paso y Troncoso la redescubrió.
Tras la victoria y conquista, los totonacas de Cempoala pronto tomarían cuenta de su nuevo destino al lado de sus aliados foráneos: fueron reubicados y tuvieron que abandonar la ciudad, pues fueron cristianizados, se les prohibió practicar sus antiguos cultos y, siguiendo las ordenanzas reales se les pidió trabajo como tributo al modo de los siervos europeos. No se permitía la esclavitud entre los indígenas. Los trabajadores manuales tenían que labrar los campos de caña de azúcar de los nuevos señores españoles. 
Los cronistas coinciden en que tras la llegada de Pánfilo de Narváez en 1520 había entre sus huestes soldados contagiados de viruela, enfermedad que arrasaría rápidamente con la población de la ciudad totonaca. Quedando la región despoblada salvo por la instalación de un trapiche azucarero propiedad de un funcionario español de nombre Rodrigo de Albornoz en la periferia de la antigua ciudad totonaca. Las ruinas prehispánicas fueron consumidas por la selva y la ciudad quedó en el olvido. No sería hasta 1838 que volvería a ser habitada gracias la actividad ganadera en la zona recibiendo el nombre de "El Agostadero" 
Cempoala fue el primer poblado de importancia visitado por Cortés en tierras mexicanas, donde fue hospedado por un señor al que llamó, por su extraordinaria corpulencia, el "Cacique gordo". La ciudad estaba asentada alrededor de perímetros amurallados que delimitaban las zonas de templos y palacios; su antigüedad data del siglo XI al XVI.

## El sitio

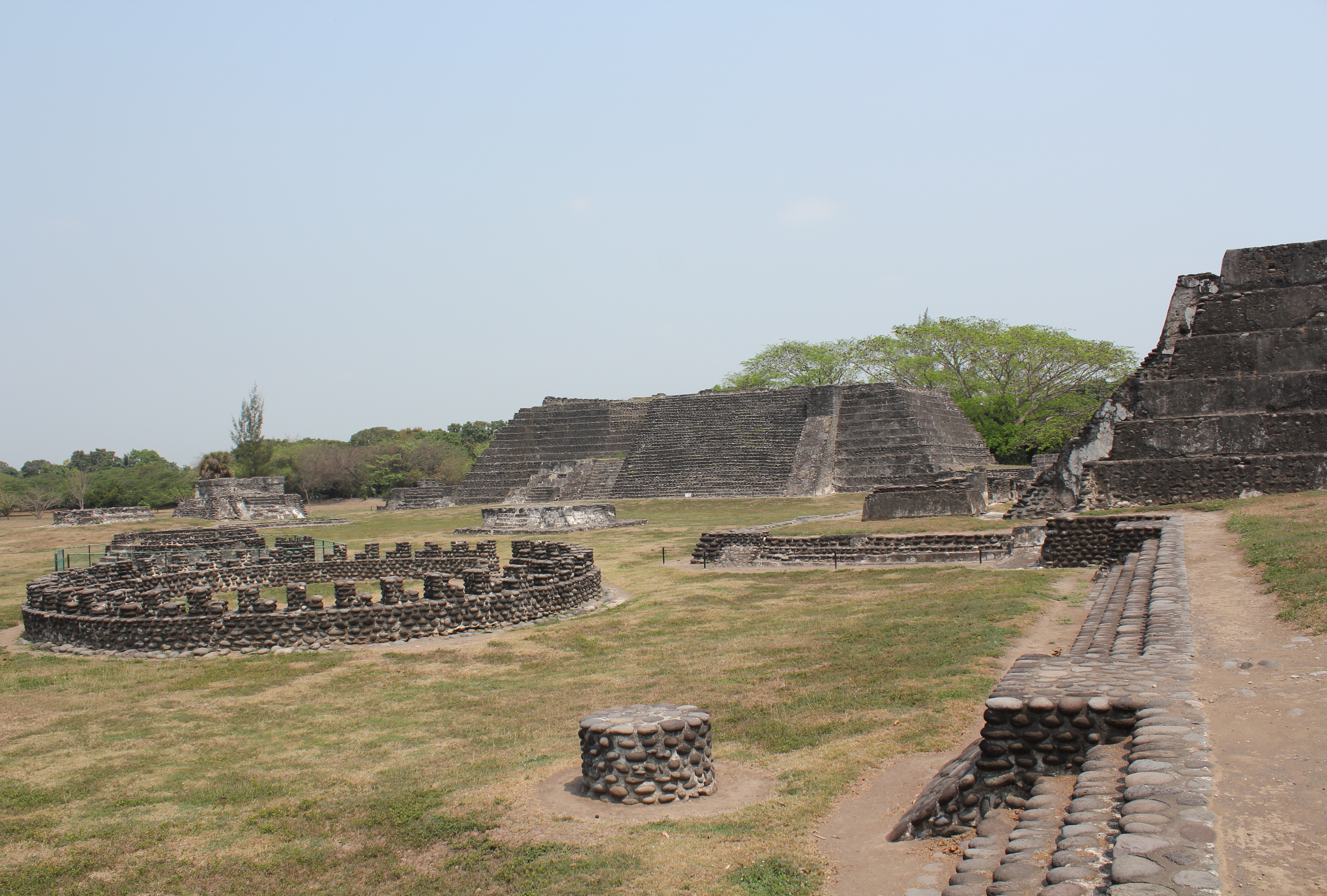
Círculo de Gladiadores, Templo Mayor u Templo de las Chimeneas

Las estructuras de este sitio muestran impresionantes plazas y fortificaciones, rodeadas de una vegetación que invade permanentemente esta zona; fue llamado "Lugar de las cuentas" por los mexicas dominantes, porque allí cobraban los impuestos de la costa del Golfo de México.
Se piensa que el sitio fue el centro político-religioso más importante de la región; sus construcciones están hechas de piedras de río, con mortero y repelladas con cal; los edificios brillaban así a la distancia como si estuvieran construidos de plata.
El complejo del sitio incluye edificios y estructuras importantes, no solo por arquitectura, sino por la trascendencia histórica; por ejemplo, en el sitio conocido como Sistema Amurallado IV, Hernán Cortés enfrentó a las fuerzas de Pánfilo de Narváez.
Las principales estructuras de Cempoala son las siguientes: 

### Templo del Sol o Gran Pirámide
Construida sobre la misma plataforma en que se alza el Templo Mayor; se encuentran separados por una amplia plazoleta. Es probablemente la estructura más espectacular del sitio.
El gran templo se asemeja al templo del sol en Tenochtitlan. El templo de Quetzalcóatl, el dios de la serpiente emplumada, es una plataforma cuadrada, y el templo de Ehécatl, dios del viento, es redondo.

### Templo Mayor
La parte superior está rodeada de almenas.

### Templo de las Chimeneas
Tiene una serie de pilares semicirculares de un metro y medio de altura; por esta forma particular tiene su nombre.

### El Pimiento
Estructura construida con tres cuerpos, su rasgo más notable es la decoración exterior a base de representaciones de cráneos.

### El Templo de la Cruz
Mantiene secciones de murales al fresco con motivos celestes.

### Las Caritas
Se encuentra alrededor de 200 metros al este; es una estructura de dos niveles decorada con fragmentos de relieves de estuco. Su nombre proviene de los cientos de cráneos de estuco que alguna vez adornaron la fachada de una pequeña estructura en la base de la escalera. Arqueólogos del templo creen que este complejo fue dedicado al dios de la muerte.
Se trata de dos basamentos sobrepuestos que en su parte superior contienen, en el recinto abierto, dos fajas decorativas, la inferior con murales que aluden al Sol, la Luna y a Venus, como estrella matutina, y la superior con gran cantidad de "caritas" o calaveritas en barro. Está decorado con caras de estuco en las paredes y jeroglíficos pintados en las secciones inferiores.

### Otros montículos
Hay más montículos, la mayor parte sin excavar, que se pueden visitar porque se ubican entre las casas del pueblo de Cempoala. Algunas de las estructuras más modestas aquí están construidas en el mismo estilo de paja, con techo de madera, adobe y paredes, como fueron las residencias del proletariado prehispánico.

## Astronomía en Cempoala
Algunas investigaciones de Vincent H. Malmström, profesor emérito de geografía del Dartmouth College, describen una interesante relación astronómica que existe debido a los tres anillos circulares encontrados en Cempoala. Citamos parte de la discusión relativa a los tres anillos ceremoniales de Cempoala.
"En la plaza central de Cempoala, justo bajo la masiva pirámide en la esquina noreste, hay tres intrigantes anillos de piedra, cada uno de ellos fabricado de piedras de playa redondeadas cimentados juntos para formar una serie de pilares pequeños, escalonados. El más grande de los anillos contiene 40 de los pilares escalonados, el aro mediano tiene 28 de estos y los círculos pequeños, 13 pilares alrededor de su circunferencia. Todo parece indicar que los tres anillos fueron usados para calibrar los diferentes ciclos astronómicos, posiblemente moviendo un marcador o un ídolo de un pilar escalonado al siguiente con cada día que pasaba (de alguna manera similar al modo que se ha sugerido para registrar el paso del tiempo en la pirámide de los nichos).
Los tres anillos de piedra de Cempoala, tal como se ve desde la parte superior de la pirámide principal. En la medida en que los tres anillos son coronados por 13, 28 y 40 pilares, respectivamente, parece que fueron utilizados por los sacerdotes totonacos como dispositivos de cuenta para realizar un seguimiento de los ciclos de eclipse. 
Es, por lo tanto, bastante posible que mediante el uso de los tres anillos juntos, los sacerdotes totonacas hayan podido calibrar los movimientos de la Luna lo suficientemente cerca como para saber cuándo podría ser el siguiente. En cualquier caso, hay motivos para creer que los tres anillos de piedra de Cempoala permiten más pruebas, lo que testifica la curiosidad intelectual y la ingenuidad arquitectónica de los primeros mesoamericanos".

## Museo de sitio
El museo de sitio de Cempoala abrió al público en la década de los setenta. El edificio se encuentra a la entrada de la ciudad amurallada y rodeado de jardines. Se estableció en lo que fue el campamento de los arqueólogos que realizaban trabajos en el área. 
La edificación cuenta con cuatro salas donde se exhibe la colección del museo compuesta por piezas arqueológicas recuperadas de diferentes épocas. Entre ellas se encuentran figuras antropomorfas y zoomorfas, artículos de uso diario como yugos mortuorios, hachas y vajillas de uso común y para rituales. En el museo también se aprecian elementos arquitectónicos como almenas y pinturas murales. 